# Engin de déplacement personnel
 (février 2024).
Pour les articles homonymes, voir EDP.
Un engin de déplacement personnel (EDP) ou engin de déplacement, en Belgique, est une catégorie de véhicule définie par le code de la route français ou par la législation belge. Au Québec, depuis 2023, il est inclus au Code de la sécurité routière par arrêté ministériel la notion d'appareil de transport personnel motorisé (ATPM) qui vise uniquement ce type de véhicules qui sont munis d'un moteur. 

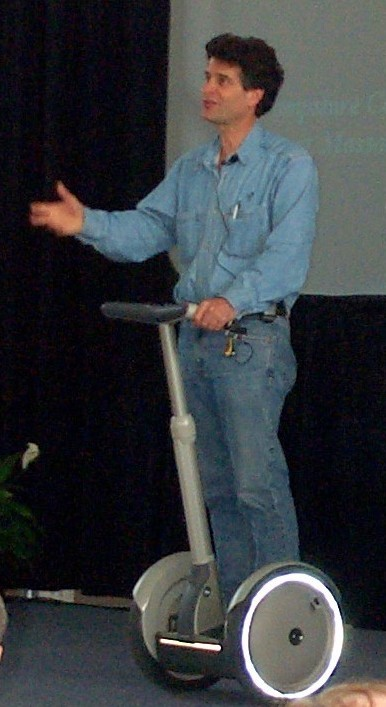
Dean Kamen, un des inventeurs du gyropode.

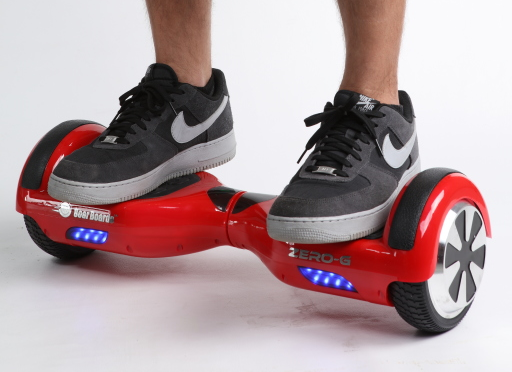
Un gyroskate.

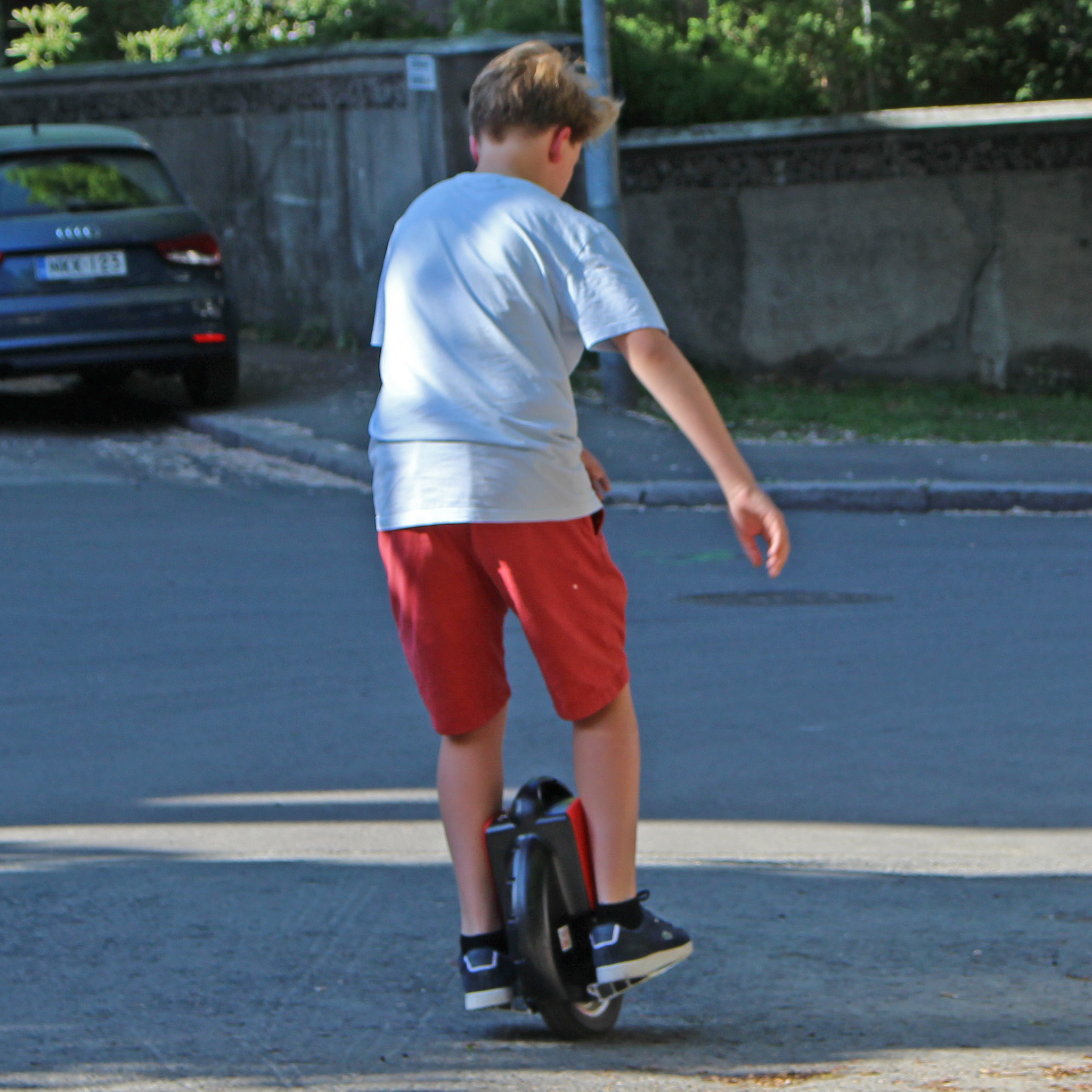
Gyroroue utilisée par un jeune garçon.

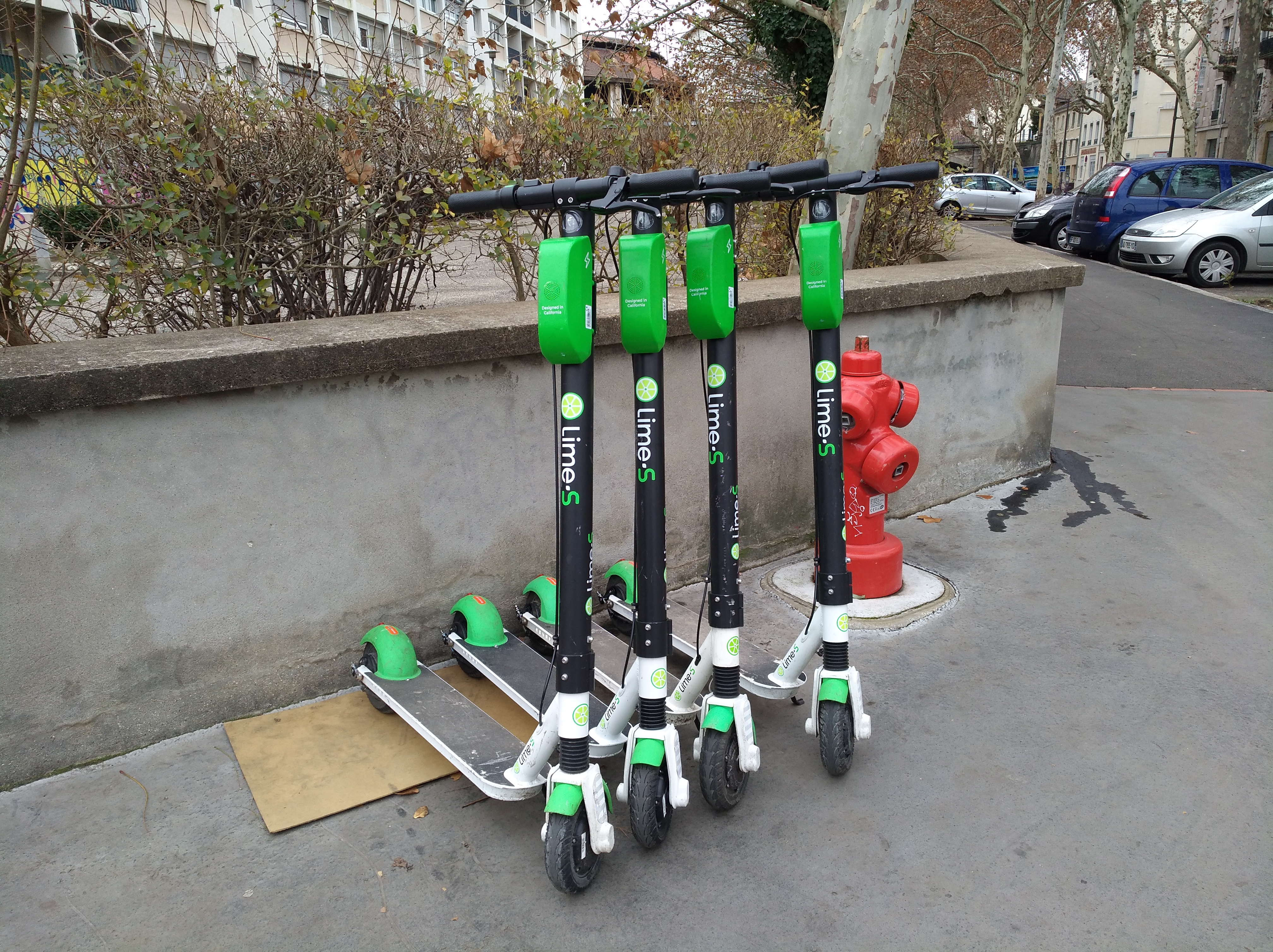
Trottinettes électriques en libre service à Lyon.

## Législation
En droit français, la règlementation distingue les EDP non motorisés (skateboard, patins à roulettes, trottinette) et les EDP motorisés électriquement, dits EDPM (patrouilleur, trottinette électrique, gyropode, gyroskate, gyroroue). Ces derniers disposent d'une règlementation spécifique (s'ils dépassent les 6 km/h).
Les EDPM sont essentiellement utilisés en milieu urbain. C'est un véhicule compact, généralement monoplace et électrique, ayant pour fonction d'assurer la mobilité d'une personne se tenant debout. Ces véhicules disposent d'une plateforme ou de repose-pieds et pour certains d'un guidon pour le maintien et les commandes.
Depuis 2023, en Europe, en dehors de la circulation routière, divers  véhicules comme les vélos électriques, les trottinettes électriques et autres dispositifs de mobilité personnelle qui ne sont pas soumis à la réception UE par type relèvent du règlement du 14 juin 2023 sur les machines,.

## Histoire
Le terme « engin de déplacement personnel » est utilisé dans la langue française[réf. nécessaire] avant que le concept ne soit défini dans le code de la route.
À partir du 23 octobre 2019, un décret introduit le terme d'« engin de déplacement personnel motorisé » dans le code de la route français, lui donnant dès lors une définition légale.

## Définition
Le code de la route français définit les caractéristiques techniques, et l'usage sur la voie publique des EDP et EDPM.
En droit français, l'engin de déplacement personnel motorisé est un véhicule sans place assise, conçu et construit pour le déplacement d'une seule personne et dépourvu de tout aménagement destiné au transport de marchandises, équipé d'un moteur non thermique ou d'une assistance non thermique et dont la vitesse maximale par construction est supérieure à 6 km/h et ne dépasse pas 25 km/h. Il peut comporter des accessoires, comme un panier ou une sacoche de petite taille.

## Types
On distingue les types de véhicules suivants :
- la trottinette à moteur, engin articulé à deux roues monotrace, qui n'est stable que dynamiquement mais permet la pose d'un pied au sol (d'où son nom)[5] ;
- les patrouilleurs stables :
  - de petits tricycles ou quadricycles à moteur, adaptés à la conduite debout ;
- les EDPM autostabilisés :
  - le gyropode, véhicule électrique gyroscopique à deux roues avec manche sur une plateforme ;
  - les skateboards électriques ou skateboards à moteur : des engins motorisés à quatre roues fonctionnant à l'aide d'une télécommande[6] ;
  - les gyropodes sans guidon[7], appelés gyroskates ou gyroplanches (parfois encore dénommés commercialement hoverboards) : des engins électriques gyroscopiques comme les gyropodes mais cette fois sans manche ;
  - les gyroroues, ou monoroues, que l'on enfourche.
- les patins à roulettes électriques constitués d'une paire de patins à moteurs électriques indépendants.

Leur autonomie est généralement comprise entre 40 km et 80 km, après une charge d'environ 45 minutes.

Différents types de véhicules
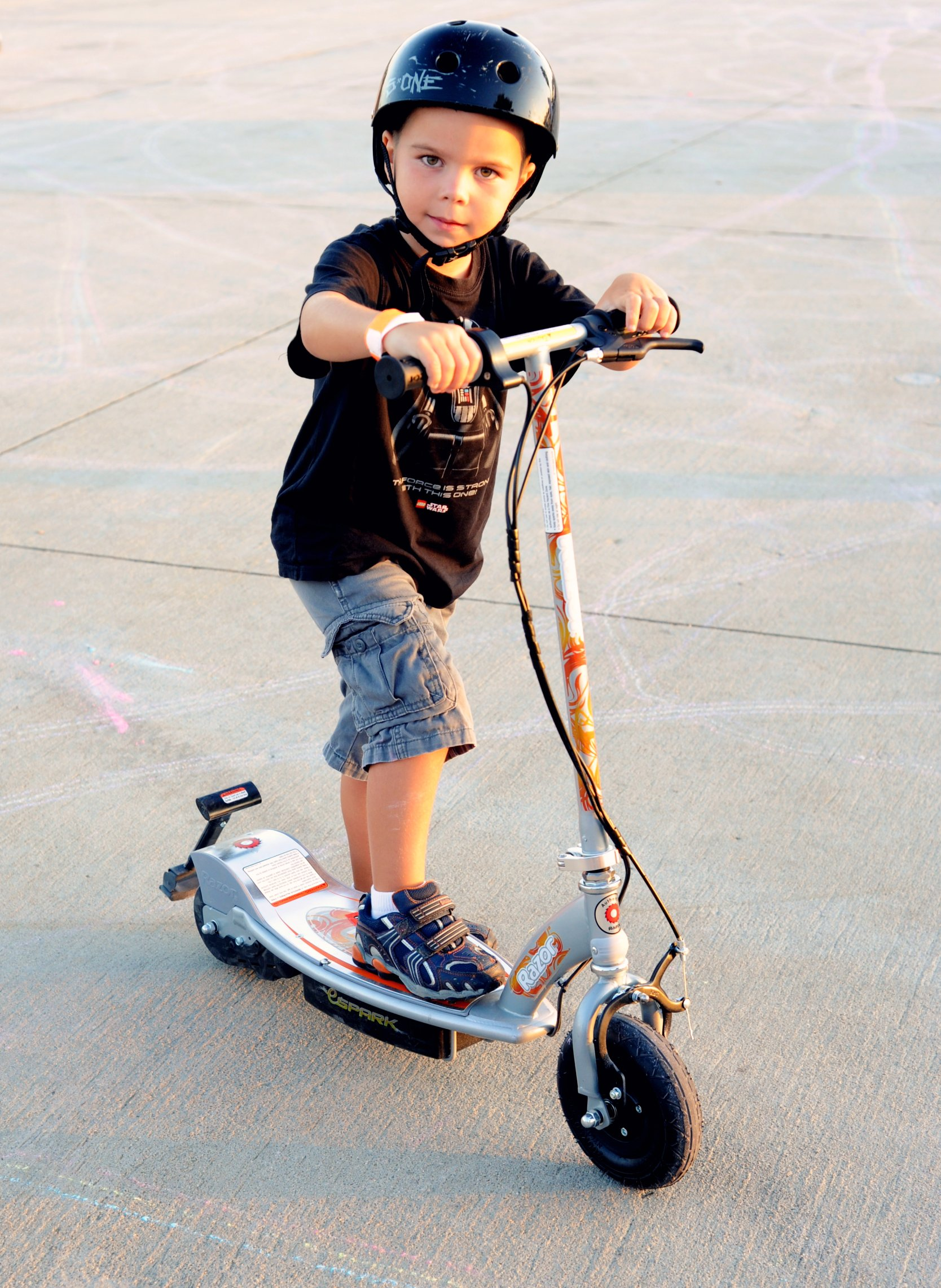
Trottinette électrique.
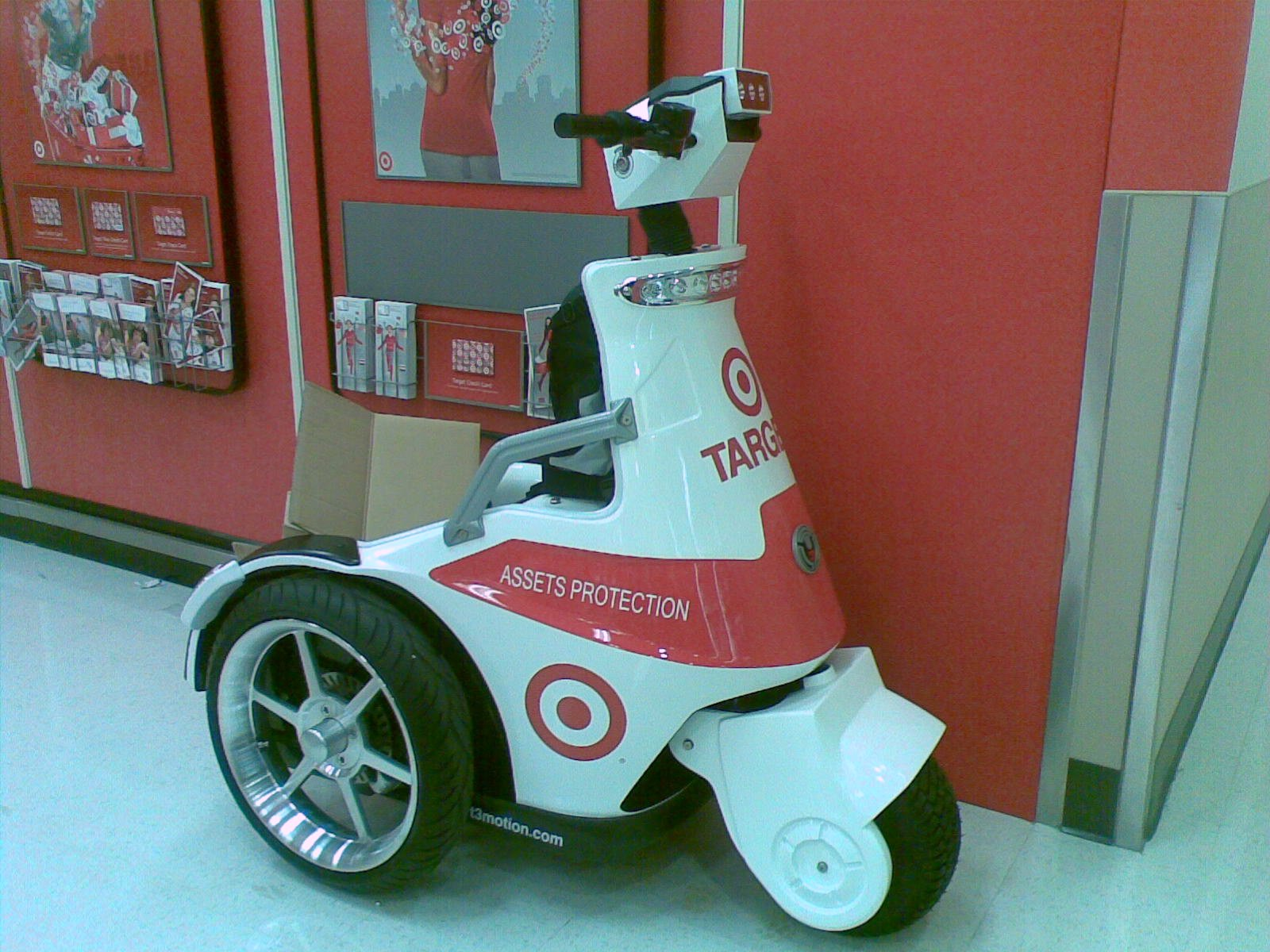
Patrouilleur.
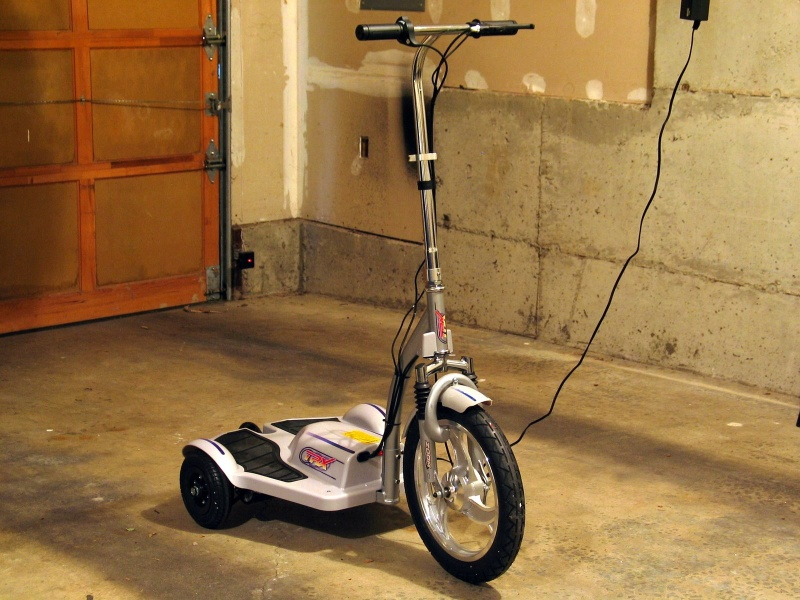
Tricyclopode.
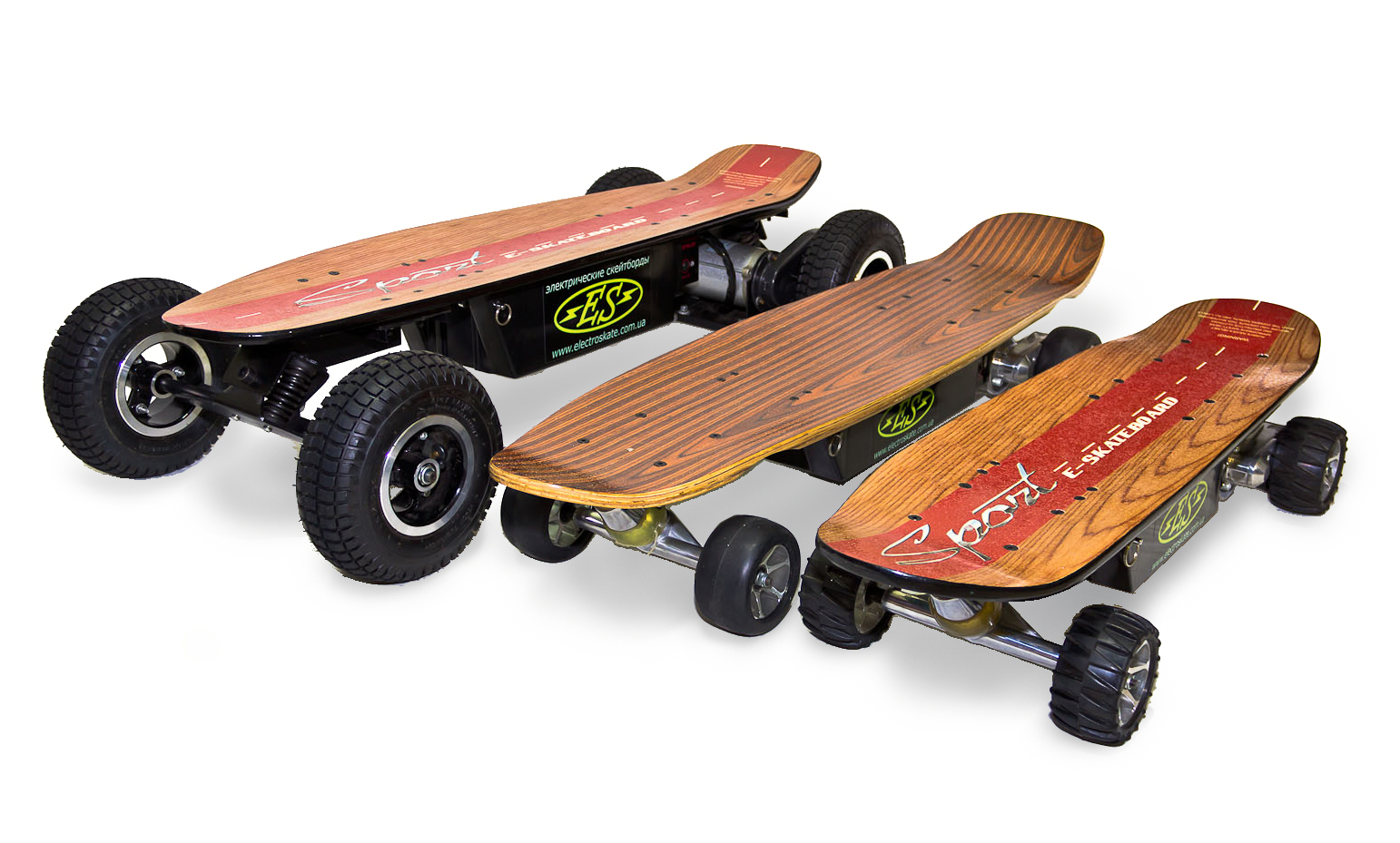
Planches à roulettes électriques.
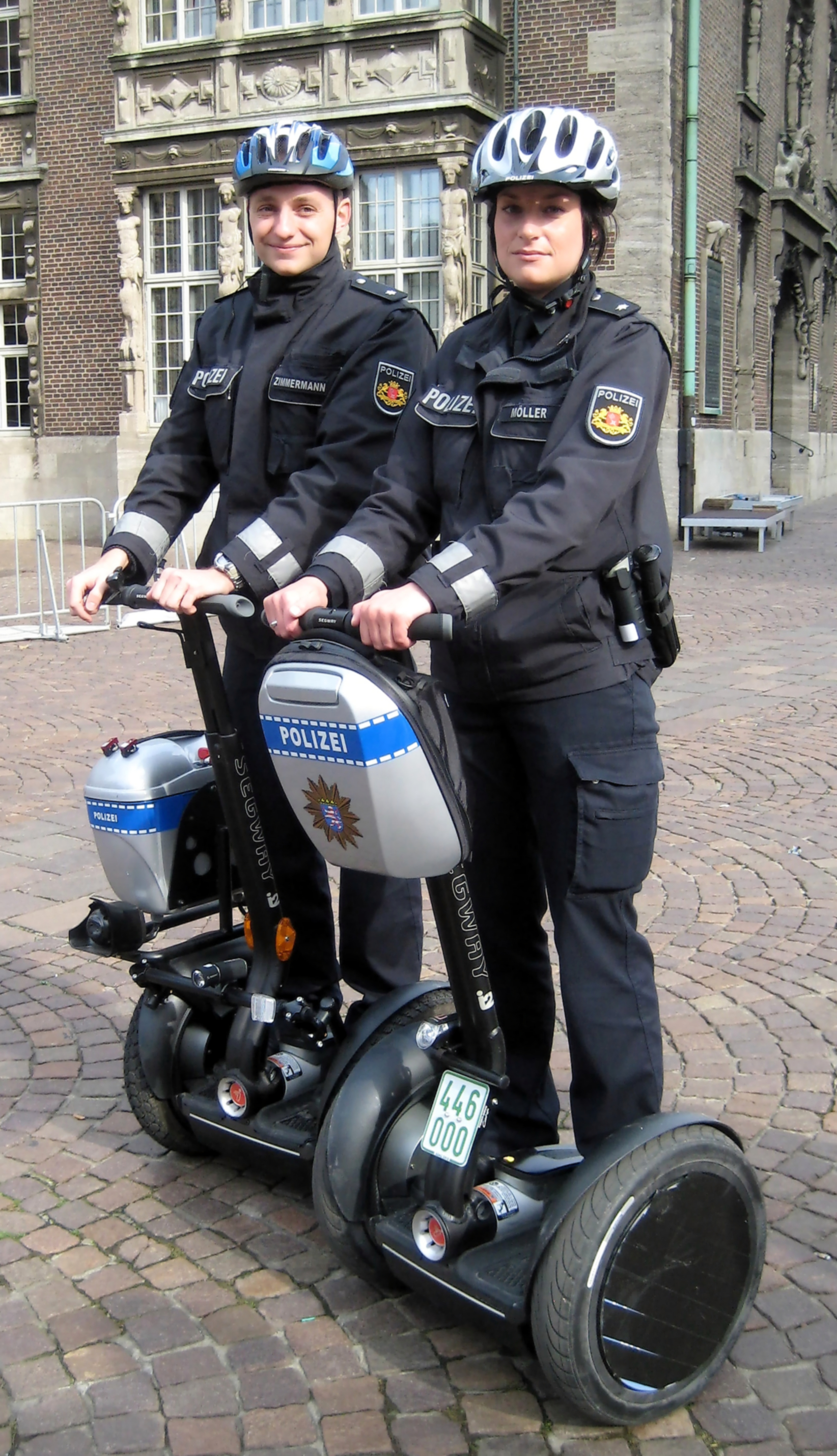
Policiers en gyropode.

## Règlementation

### France

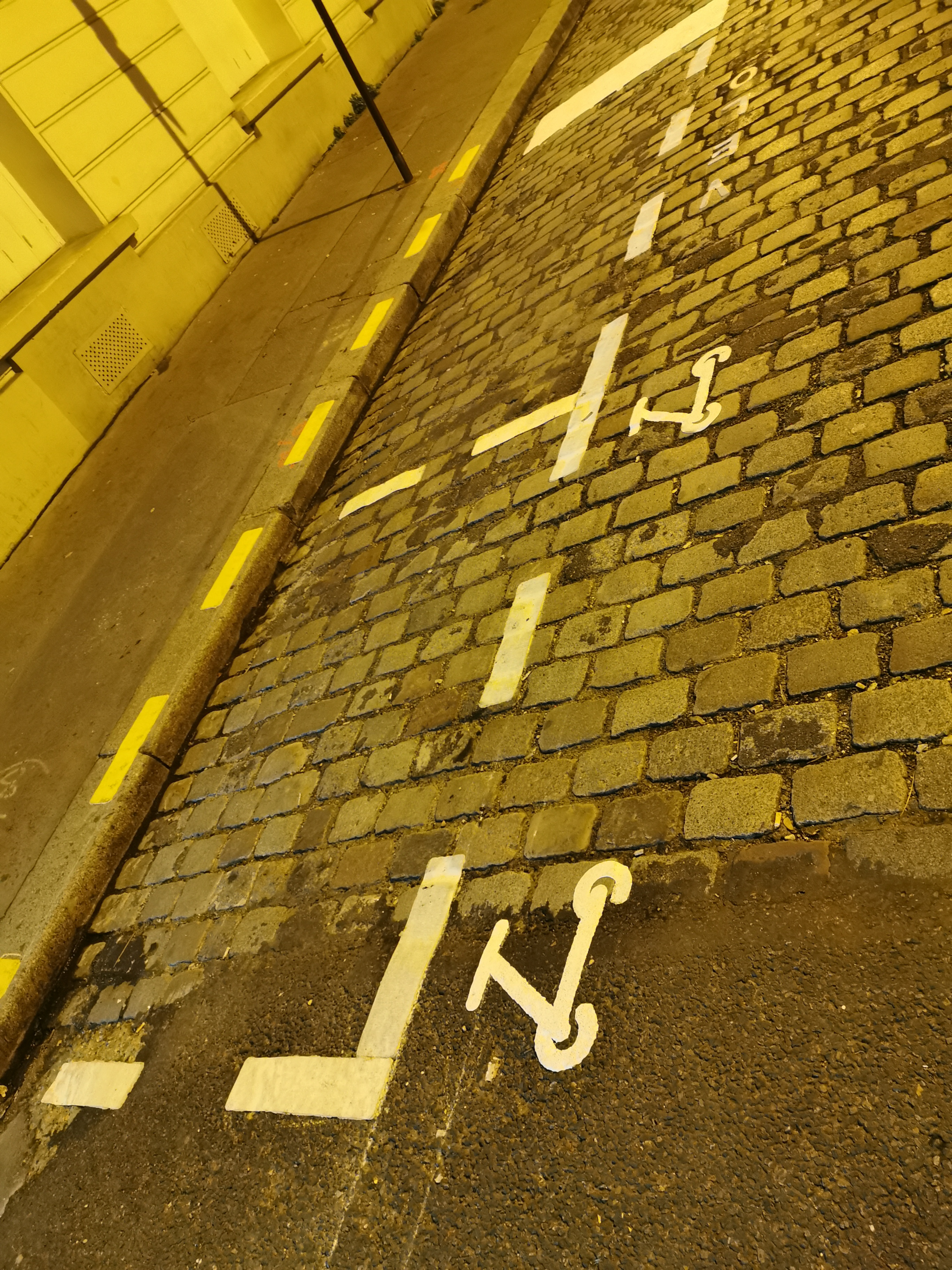
Parking pour trottinettes électriques à Paris 18e.

Dans le code de la route français, les EDPM sont règlementés dans la section intitulée « Circulation des engins de déplacement personnel motorisés » en position 6bis, après la section 6 dans le livre 4 : « L'usage des voies » sous le premier titre « Dispositions générales » au deuxième chapitre « Conduite des véhicules et circulation des piétons ». L'usage d'un tel engin est interdit avant l'âge de 14 ans. Il est en principe interdit en zone rurale mais autorisé en agglomération, sous réserve des dispositions spécifiques aux EDP prévues par le code de la route.
Sous réserve d'une vitesse limitée à 6 km/h et si le maire l'autorise, une trottinette électrique ou un gyropode homologué à cette fin peuvent être utilisés sur le trottoir (moyennant une assurance responsabilité civile) et non sur la chaussée. Par défaut, il est interdit de circuler sur les trottoirs. Ainsi, à Paris, il est strictement interdit de rouler ou de stationner sur le trottoir. Afin de ne pas encombrer la chaussée et les places de parking privées, des places de stationnement spécifiques aux trottinettes ont été mises en place.
En France, certains EPDM peuvent techniquement atteindre une vitesse de 40 km/h alors qu'ils ne devraient pas dépasser 25 km/h.
Selon une enquête de la Fédération française de l'assurance (FFA), Assurance prévention et la Fédération des professionnels de la micromobilité (FP2M), 86 % des propriétaires d'EPDM portent un casque et 62 % des propriétaires portent des gilets rétroréflichissants.
Depuis 2019, en France, dans certains cas, tout conducteur d'engin de déplacement personnel motorisé doit :
- être coiffé d'un casque conforme à la règlementation relative aux équipements de protection individuelle, qui doit être attaché ;
- porter, soit un gilet de haute visibilité conforme à la règlementation, soit un équipement rétroréfléchissant dont les caractéristiques sont fixées par arrêté du ministre chargé de la sécurité routière ;
- porter sur lui un dispositif d'éclairage complémentaire non éblouissant et non clignotant dont les caractéristiques sont fixées par arrêté du ministre chargé de la sécurité routière ;
- circuler, de jour comme de nuit, avec les feux de position de son engin allumés[15],[16].

### Belgique
En Belgique, les engins de déplacement personnels motorisés sont assimilés aux piétons lorsque ceux-ci ne dépassent pas la vitesse de 6 km/h. Ils sont alors autorisés à rouler sur les trottoirs et zone piétonnes. Au delà de 6 km/h et jusqu'à 25 km/h, les EDPMs sont assimilés aux vélos et la circulation doit se faire en respectant la réglementation relative aux vélos. L'utilisation des sens uniques limités, des pistes et voies cyclables, des voies de bus autorisant la circulation des cyclistes est autorisée. Le casque et une assurance responsabilité civile n'est pas obligatoire, mais les assurances responsabilité civile familiales sont dans l'obligation de couvrir l'usage des EDPMs.

## Sécurité

### En France
Depuis 2019, la France compte les morts dû aux engins de déplacements personnel motorisés (EDPm). Ce nombre est de 10 morts en 2019, 7 en 2020 (année des débuts de la pandémie de Covid) et de 20 en 2021.

« En 2019, 630 accidents corporels ont impliqué un usager d’engin personnel de déplacement motorisé (EDPm). Ces accidents ont provoqué la mort de dix usagers d’EDPm et fait 554 blessés. »

— Sécurité routière en France, Bilan de l’accidentalité de l’année 2019
Les dix morts de l'année 2019 surviennent entre 20 h et 7 h du matin. Huit d'entre eux ne portaient pas de casque[réf. nécessaire].
En France les accidents d'EDP se font avec des tiers dont un piéton mort et 122 blessés non-usagers d’EDP motorisé (dont 72 blessés piéton, 25 usagers de 2RM (scooters, motos...), 18 cyclistes et 6 automobilistes).
En 2020, on compte 774 blessés parmi les utilisateurs d’engin de déplacement personnel motorisé, soit une augmentation de 40 % par rapport à l'année précédente.
En 2024, le nombre de blessés MAIS 1 ou MAIS 2 en EDP-m est estimé à 18977; le nombre de blessés MAIS 3+ en EDP m est estimé à 780.
En 2024, l'ONISR constate que le nombre de blessés grave augmente de manière continue depuis 2019.
En France, en 2024, les EDP-m constituent 22% des 7272 blessés graves sur les voies en agglomération, ex-aequo avec les bicyclettes, en deuxième position après les 2RM.

### En Belgique
En Belgique, la société d'assurance Axa a relevé que les accidents sur le chemin du travail d'un employeur privé ont augmenté de 35 % entre 2016 et 2019 (dont 44 % d'accidents aux heures de pointe du matin et 21 % au heures de pointe du soir) doublant le nombre de jours d'absences. Ces accidents concernent principalement les trottinettes, surtout électriques, les « speed pedelec » et les vélos électriques.